# Венера и Адонис (опера Блоу)
«Венера и Адонис» (англ. Venus and Adonis) — опера в трех действиях с прологом английского композитора Джона Блоу, написанная около 1683 года для представления в Лондоне или Виндзоре при дворе Карла II. Сюжет основан на античном мифе, который использовали Овидий в «Метаморфозах» и Шекспир в поэме «Венера и Адонис».

## История создания
По мнению некоторых исследователей, усматривающих в тексте «Венеры и Адониса» феминистские тенденции, автором либретто была Афра Бен. Позже Афра Бен работала с Блоу над пьесой «Счастливый случай». Однако, по мнению музыковеда Брюса Вуда, ссылающегося на изыскания Джемса Уинна, либретто написала Энн Кингсмилл (в замужестве графиня Уинчилси).
«Венеру и Адониса» принято считать семи-оперой или маской, однако Музыкальный словарь Гроува называет это единственное, из созданных Блоу для сцены, произведение «первой настоящей английской оперой». На самой ранней из известных рукописных версий имеется подзаголовок: «Маска для развлечения короля».
Либретто было опубликовано в 1684 году, когда состоялось представление оперы в школе для девочек Джозиаса Приста в Челси, там же пять лет спустя состоялась премьера «Дидоны и Энея».
На долгое время опера была забыта, обнаружена в конце XIX века и опубликована в 1902 году.

## Музыка
В «Венере и Адонисе» вокальной музыке отведена главная роль. Создавая свою оперу, Блоу ориентировался на современные французские оперы, в большей степени — произведения Жана-Батиста Люлли. В «Венере и Адонисе» — французская увертюра, пролог с аллюзиями на жизнь королевского двора и много популярных танцев того времени. Опера Блоу стала образцом для Генри Перселла при сочинении «Дидоны и Энея» и в структуре, и в использовании хора.

## Сюжет
Традиционная версия мифа повествует о том, что Афродиту (Венеру у древних римлян) случайно ранит её сын Купидон своей стрелой. Первым человеком, которого встречает Венера, стал прекрасный молодой охотник Адонис, его и полюбила богиня. Венера следует всюду за возлюбленным и вместе с ним принимает участие в охоте. Она удерживает Адониса от поединка с опасными животными, однако, несмотря на все старания богини, он был смертельно ранен вепрем.
В «Венере и Адонисе» Блоу Венера призывает Адониса на охоту, несмотря на его протесты:
Адонис : Адонис не будет охотиться сегодня:

Я уже поймал самую благородную добычу.
Венера : Нет, мой пастушок, спеши, это легко:

Отсутствие разжигает новое желание,

Я не хочу, чтобы мой любовник пресытился.
В «Дидоне и Энее» Перселла (1688) также разрабатывается этот мотив (ситуация, обратная, представленной в мифе или в поэме Шекспира): Дидона отклоняет предложение Энея остаться с ней, побуждая его принять участие в охоте.

## Партии
| Роль                                                      | Голос                      | Первый исполнитель |
| --------------------------------------------------------- | -------------------------- | ------------------ |
| Купидон                                                   | сопрано                    | Леди Мэри Тюдор    |
| Венера                                                    | сопрано                    | Мэри Дэвис         |
| Адонис                                                    | баритон                    |                    |
| Пастух                                                    | контральто или контратенор |                    |
| Пастушка                                                  | сопрано                    |                    |
| Охотник                                                   | контральто или контратенор |                    |
| Купидоны, пастухи и пастушки, охотники и придворные (хор) |                            |                    |

## Содержание

### Пролог
Амур среди пастухов и пастушек поёт о своей власти и призывает влюблённых к непостоянству: только глупцы, некрасивые и старые проявляют верность в любви.

### Акт 1
Венера и Адонис, сидя на кушетке, обмениваются поцелуями и любовными клятвами. Появляются охотники, они зовут Адониса с собой: в лесу появился огромный кабан. Но Адонис не хочет оставлять Венеру. Однако богиня настаивает, чтобы возлюбленный присоединился к ним, поскольку «во время отсутствия пробуждаются новые желания».

### Акт 2
Появляются маленькие купидоны. Купидон просит советов у своей матери и даёт урок маленьким купидонам. Венера просит у Купидона совета: как сделать, чтобы Адонис был всегда верен ей. Её сын отвечает: «Мучай его побольше». Танец купидонов. Танец трёх Граций в честь Венеры.

### Акт 3
Адонис смертельно ранен кабаном на охоте. Венера оплакивает своего возлюбленного, Адонис умирает. Купидоны возносят Адониса на небеса.

## Постановки
- 2012; Лилль, Оперный театр, Les Musiciens Du Paradis и la Maîtrise de Caen, дирижёр — Бертран Куилер, режиссёр — Луиз Моати. Селин Шин (Венера), Марк Мойон (Адонис); с исполнением перед началом спектакля «Оды святой Цецилии» Блоу (1684)[5][6];
- 28 ноября 2008; Бостон, Консерватория Новой Англии, Джордан Холл; Бостонский фестиваль старинной музыки. Boston Early Music Festival Chamber Ensemble; дирижёры — Пол О’Детт[англ.] и Стивен Стаббс; режиссёр — Гилберт Блайн. Аманда Форсайт (Венера), Джесс Блумберг (Адонис), Мирелла Лебель (Купидон);
- 2005; Вена, Венский камерный оперный театр[нем.]. Дирижёр — Бернхард Клебель; режиссёр — Даниэль Ангермайр. Лусине Азарян (Венера), Даниэль Шмутцхард (Адонис), Макс Рибл / Джульет Халил (Купидон);
- 2004; Варшава, Варшавский камерный оперный театр, Musicae Antiquae Collegium Varsoviense, дирижёр — Джержы Зак, режиссёр — Рышард Перыт. Мажанна Рудницка (Венера), Славомир Юрчак (Адонис), Ольга Пасечник (Купидон);
- 2001; Торонто, Canadian Opera Company. Дирижёр — Ричард Бредшоу, режиссёр — Альфред Кирхнер. Сьюзен Мэри Пирсон (Венера), Тимоти Нобл (Марс), Алан Вудроу (Адонис).
- 1998; Антверпен—Гент, Опера Фландрии, Il Fondamento, дирижёр — Рене Якобс, режиссёр — Стивен Лавлейс. Розмари Джошуа (Венера), Нэнси Арджента (Купидон), Даниэль Моббс (Адонис);
- 1996; Гент—Антверпен, Опера Фландрии, Il Fondamento, дирижёр — Рене Якобс, режиссёр — Стивен Лавлейс. Дженис Холл, Дениэл Моббс, Сьюзен Маклин, Нэд Барч, Кэтлин Бретт (Brett), Сьюзен Бикли;
- 23, 25 и 26 августа 1995 года; Инсбрук, Фестиваль старинной музыки, дирижёр — Рене Якобс, режиссёр — Стивен Лавлейс. Элизабет Гале (Венера), Пер Воллестад (Адонис), Паула Хоффман (Купидон);
- 10 марта 1995 года; Пуасси; Théâtre de Poissy, Orchestre et Choeur de The Age of Enlightenment, дирижёр — Рене Якобс, Розмари Джошуа (Венера), Джеральд Финлей (Адонис), Констанс Баше (Купидон);
- 15 октября 1990, Париж, Опера Комик. The London Baroque — дирижёр Чарльз Мэдлем. Нэнси Арджента, Стивен Варко, Оливия Блекборн;
- 1986, Театр Кан — Театр Сержи-Понтуаз. Дирижёр — Джонатан Дарлингтон, режиссёр — Кристиан Gangneron [7]

## Записи
| Год                   | Исполнители (Венера, Адонис, Купидон)                                                  | Дирижёр и оркестр                                                      | Лейбл          |
| 1951                  | Маргарет Ритчи, Гордон Клинтон, Маргарет Филд-Хайд                                     | Энтони Льюис, Ensemble orchestral de l’Oiseau-Lyre                     | L'Oiseau-Lyre  |
| 1984 (вып. 1990)      | Эмма Киркби, Ричард Уистрейч (англ. Richard Wistreich), Эвелин Табб                    | Энтони Рули, Consort of Musicke, London Oratory Junior Choir           | DHM            |
| 1988 (переизд. 1992)  | Линн Доусон, Стивен Варко, Нэнси Арджента                                              | Чарльз Медлэм, London Baroque                                          | Harmonia Mundi |
| 1992                  | Кэтрин Ботт (англ. Catharine Bott), Майкл Джордж, Либби Крабтри (англ. Libby Crabtree) | Филип Пикетт, New London Consort, Choristes du Westminster Abbey Choir | Decca          |
| 1992 (вып. 2002)      | Кэтрин Ботт, Майкл Джордж, Либби Крабтри                                               | Филип Пикетт, New London Consort, Choristes du Westminster Abbey Choir | L’Oiseau Lyre  |
| 1998 (вып. 1999/2008) | Розмари Джошуа, Джеральд Финли, Robin Blaze                                            | Рене Якобс, Orchestra of the Age of Enlightment, Class College Choir   | Harmonia Mundi |